# Europawahl in Ungarn 2019
- MSZP: 1
- DK: 4
- MM: 2
- Fidesz-KDNP: 13
- Jobbik: 1

Die Europawahl in Ungarn war die vierte Wahl zum Europäischen Parlament seit dem Beitritt Ungarns zur Europäischen Union. Sie fand als Teil der EU-weiten Europawahl 2019 am 26. Mai 2019 statt.
In Ungarn wurden 21 Mandate vergeben. Die Sperrklausel für Parteien und Listen betrug 5 %.

## Ausgangslage und Parteien

### Scheidendes Parlament
| Fraktion                       | Fraktion                                               | Mandate | Partei                             | Partei                            | Mandate |
| ------------------------------ | ------------------------------------------------------ | ------- | ---------------------------------- | --------------------------------- | ------- |
|                                | Fraktion der Europäischen Volkspartei                  | 12 / 21 |                                    | Fidesz – Magyar Polgári Szövetség | 11 / 21 |
|                                | Fraktion der Europäischen Volkspartei                  | 12 / 21 | Kereszténydemokrata Néppárt        | 1 / 21                            |         |
|                                | Fraktion der Progressiven Allianz der Sozialdemokraten | 4 / 21  |                                    | Demokratikus Koalíció             | 2 / 21  |
|                                | Fraktion der Progressiven Allianz der Sozialdemokraten | 4 / 21  | Magyar Szocialista Párt            | 2 / 21                            |         |
|                                | Fraktionslose                                          | 3 / 21  |                                    | Unabhängige                       | 2 / 21  |
|                                | Fraktionslose                                          | 3 / 21  | Jobbik                             | 1 / 21                            |         |
|                                | Die Grünen/Europäische Freie Allianz                   | 2 / 21  |                                    | Lehet Más a Politika              | 1 / 21  |
|                                | Die Grünen/Europäische Freie Allianz                   | 2 / 21  | Együtt – Párbeszéd Magyarországért | 1 / 21                            |         |
|                                |                                                        |         |                                    |                                   |         |
| Quelle: Europäisches Parlament |                                                        |         |                                    |                                   |         |

Unabhängige: Béla Kovács (gewählt für Jobbik, Vorsitzender der AENM); Krisztina Morvai (gewählt auf der Liste der Jobbik).

### Verlauf

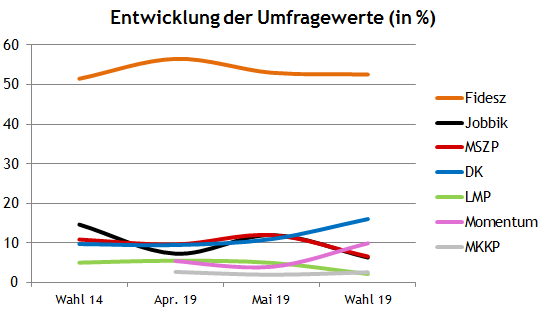
Verlauf der Umfragen von der Wahl 2014 bis zur Wahl 2019

### Listen und Parteien
| Liste | Liste                          | Partei                         | Partei                            | Europapartei | Erstplatzierter in der Liste |
| ----- | ------------------------------ | ------------------------------ | --------------------------------- | ------------ | ---------------------------- |
|       | FIDESZ – KDNP                  |                                | Fidesz – Magyar Polgári Szövetség | – a          | László Trócsányi             |
|       | FIDESZ – KDNP                  | Kereszténydemokrata Néppárt    | EVP                               |              | László Trócsányi             |
|       | Demokratikus Koalíció          | Demokratikus Koalíció          | Demokratikus Koalíció             | SPE          | Klára Dobrev                 |
|       | Momentum Mozgalom              | Momentum Mozgalom              | Momentum Mozgalom                 | ALDE         | Katalin Cseh                 |
|       | MSZP – Párbeszéd               |                                | Magyar Szocialista Párt           | SPE          | Bertalan Tóth                |
|       | MSZP – Párbeszéd               | Párbeszéd Magyarországért      | EGP                               |              | Bertalan Tóth                |
|       | Jobbik                         | Jobbik                         | Jobbik                            | –            | Márton Gyöngyösi             |
|       | Mi Hazánk Mozgalom             | Mi Hazánk Mozgalom             | Mi Hazánk Mozgalom                | –            | László Toroczkai             |
|       | Magyar Kétfarkú Kutya Párt     | Magyar Kétfarkú Kutya Párt     | Magyar Kétfarkú Kutya Párt        | –            | Zsuzsanna Döme               |
|       | LMP – Magyarország Zöld Pártja | LMP – Magyarország Zöld Pártja | LMP – Magyarország Zöld Pártja    | EGP          | Gábor Vágó                   |
|       | Magyar Munkáspárt              | Magyar Munkáspárt              | Magyar Munkáspárt                 | –            | Gyula Thürmer                |

## Umfragen

### Letzte Umfragen vor der Wahl
| Datum      | Institut        | Fidesz/ KDNP | Jobbik | MSZP | DK   | LMP | MM   | MKKP | Sonstige |
| ---------- | --------------- | ------------ | ------ | ---- | ---- | --- | ---- | ---- | -------- |
| 14.05.2019 | Závecz Research | 53           | 12     | 12   | 11   | 5   | 4    | 2    | 1        |
| 26.04.2019 | Závecz Research | 62,2         | 5,6    | 7,7  | 7,3  | 6,3 | 5,1  | 2,4  | 3,4      |
| 26.04.2019 | MR center       | 50,3         | 10,35  | 9,23 | 10,2 | 6,3 | 6,25 | 3,7  | 6,1      |
| 25.04.2019 | Závecz Research | 57           | 6      | 12   | 11   | 4   | 5    | 2    | 3        |
| 25.05.2014 | Wahl 2014       | 51,5         | 14,7   | 10,9 | 9,7  | 5,0 | –    | –    | 8,2      |

## Ergebnis
| Listen                           | Listen                                                 | Stimmen   | %    | +/-   | Mandate | +/- |
| -------------------------------- | ------------------------------------------------------ | --------- | ---- | ----- | ------- | --- |
|                                  | Fidesz – KDNP 1                                        | 1.824.220 | 52,6 | +1,1  | 13      | +1  |
|                                  | Demokratikus Koalíció (DK)                             | 557.081   | 16,1 | +6,3  | 4       | +2  |
|                                  | Momentum Mozgalom                                      | 344.512   | 9,9  | Neu   | 2       | Neu |
|                                  | Magyar Szocialista Párt – Párbeszéd (MSZP – Párbeszéd) | 229.551   | 6,6  | −4,3  | 1       | −2  |
|                                  | Jobbik (Jobbik)                                        | 220.184   | 6,3  | −8,3  | 1       | −2  |
|                                  | Mi Hazánk Mozgalom (MHM)                               | 114.156   | 3,3  | Neu   | –       | Neu |
|                                  | Magyar Kétfarkú Kutya Párt (MKKP)                      | 90.912    | 2,6  | Neu   | –       | Neu |
|                                  | Lehet Más a Politika (LMP)                             | 75.498    | 2,2  | −2,9  | –       | −1  |
|                                  | Munkáspárt                                             | 14.452    | 0,4  | Neu   | –       | Neu |
| Gesamt                           | Gesamt                                                 | 3.470.566 | 100  |       | 21      | –   |
|                                  |                                                        |           |      |       |         |     |
| Ungültige Stimmen                | Ungültige Stimmen                                      | 17.775    | 0,5  | +0,1  |         |     |
| Wähler                           | Wähler                                                 | 3.488.341 | 43,6 | +14,6 |         |     |
| Wahlberechtigte                  | Wahlberechtigte                                        | 8.008.353 |      |       |         |     |
|                                  |                                                        |           |      |       |         |     |
| Quelle: Nemzeti Választási Iroda |                                                        |           |      |       |         |     |

- 1 Mandate: 12 Fidesz (+1); 1 KDNP (±0).

## Fraktionen im Europäischen Parlament

### Nach Parteien
| Liste/Partei                   | Liste/Partei                        | Liste/Partei                | Liste/Partei                      | Mandate | Fraktion |
| ------------------------------ | ----------------------------------- | --------------------------- | --------------------------------- | ------- | -------- |
|                                | Fidesz – KDNP                       |                             | Fidesz – Magyar Polgári Szövetség | 12 / 21 | EVP      |
|                                | Fidesz – KDNP                       | Kereszténydemokrata Néppárt | 1 / 21                            | EVP     |          |
|                                | Demokratikus Koalíció               | Demokratikus Koalíció       | Demokratikus Koalíció             | 4 / 21  | S&D      |
|                                | Momentum Mozgalom                   | Momentum Mozgalom           | Momentum Mozgalom                 | 2 / 21  | RE       |
|                                | Magyar Szocialista Párt – Párbeszéd |                             | Magyar Szocialista Párt           | 1 / 21  | S&D      |
|                                | Jobbik                              | Jobbik                      | Jobbik                            | 1 / 21  | NI       |
|                                |                                     |                             |                                   |         |          |
| Quelle: Europäisches Parlament |                                     |                             |                                   |         |          |

### Nach Fraktionen
| Partei | Partei                                                    | Sitze  | Sitze | Sitze  |
| Partei | Partei                                                    | Anzahl | +/−   | %      |
| ------ | --------------------------------------------------------- | ------ | ----- | ------ |
|        | Europäische Volkspartei (EVP) (Fidesz-KDNP)               | 13     | +1    | 61,9 % |
|        | Progressive Allianz der Sozialdemokraten (S&E) (DK, MSZP) | 5      | +1    | 23,8 % |
|        | Renew Europe (RE) (Momentum)                              | 2      | +2    | 9,5 %  |
|        | fraktionslos (Jobbik)                                     | 1      | −2    | 4,8 %  |
| Gesamt | Gesamt                                                    | 21     | —     | 100,0  |